# Павличич, Павао
Павао Павличич (хорв. Pavao Pavličić; род. 16 августа 1946, Вуковар, СФРЮ, ныне Хорватия) — хорватский писатель (пишет как для взрослых, так и детей), литературовед, переводчик.
Окончил философский факультет Университета в Загребе (специальность сравнительное литературоведение / италистика), защитил там же диссертацию, и с 1970 года преподает в alma mater.
С 1997 года Павличич — полный член Хорватской академии наук и искусств.
В литературу Павао Павличич пришёл в конце 1960-х годов — преимущественно с многочисленными сборниками рассказов и новелл. Прозаические произведения Павличича можно охарактеризовать как постмодернистские. Творчеству писателя присуще внимание к сюжету, сказанию, читателю. Сюжет ряда рассказов писателя — детективный.
Пава Павличич также является автором многочисленных исследований в области теории литературы и истории хорватской литературы, публикаций в прессе, книг для детей и сценариев.